# Эмебет Этея
Эмебет Этея Бедада (амх. እመቤት እትያ) — эфиопская легкоатлетка, специализируется в беге на длинные дистанции. Бронзовая призёрка чемпионата Африки среди юниоров 2005 года на дистанции 1500 метров. В 2006 году заняла 4-е место на чемпионате мира среди юниоров в беге на 1500 метров. Чемпионка Африки среди юниоров 2007 года на дистанциях 1500 и 3000 метров.
На чемпионате мира по полумарафону 2012 года заняла 5-е место в личном первенстве с личным рекордом 1:10.01.
Её младшая сестра Корахубш Этея (Итаа) чемпионка мира среди юношей 2009 года на дистанции 2000 метров с/п.

## Достижения
- 2012:  Венецианский марафон — 2:38.11
- 2013:  Сеульский марафон — 2:25.53
- 2014:  Сямыньский марафон — 2:33.51[1]